# Ligne 94 (Infrabel)
Pour les articles homonymes, voir Ligne 94.
La ligne 94 est une ligne ferroviaire transversale belge du réseau Infrabel qui relie les villes de Hal et de Tournai. Longue de près de 80 kilomètres, elle comporte deux voies à écartement standard, elle est électrifiée sur l'ensemble de son parcours, sa vitesse de référence est de 140 km/h.
Cette ligne est composée de différents tronçons des lignes historiques ouvertes en 1842, 1847, 1865 et 1866. La majorité des gares et haltes intermédiaires sont fermées en 1984, avant l'ouverture, en 1985, d'un nouveau tronçon construit sur un tracé différent entre Marcq et Ath.

## Historique

### Chronologie des ouvertures
- 24 octobre 1842[1], petit tronçon de la ligne de Tournai à Mouscron.
- 30 octobre 1847[2], Ath à Tournai.
- 1er décembre 1865, Tournai à la frontière[3].
- 16 janvier 1866, Hal à Ath[3].
- 29 septembre 1985, nouveau tracé entre Marcq et Ath[2].

### Prémices
La « ligne 94 » est composée de plusieurs tronçons des anciennes lignes concédées. 
Le plus ancien est mis en service le 24 octobre 1842 par l'Administration des chemins de fer de l'État belge, lorsqu'elle ouvre à l'exploitation le chemin de fer de Mouscron à Tournai. Il s'agit d'un court tronçon reliant la gare terminus de Tournai à l'embranchement avec l'actuelle ligne 75A, situé peu après la gare de Froyennes, qui constitue alors le seul prolongement .
Le tronçon entre Ath et Tournai est construit par la compagnie du chemin de fer de Tournai à Jurbise, il est mis en service le 30 octobre 1847 par l'administration des chemins de fer de l'État belge, qui a un accord pour l'exploitation, lorsqu'elle ouvre le service entre Maffle et Tournai.

### Mise en service
La ligne prend forme avec la concession du « chemin de fer direct de Bruxelles à Lille et Calais », qui donne lieu à la création d'une société anonyme du même nom pour construire les « sections de Hal à Ath et de Tournai à la frontière de France », l'exploitation étant confiée par convention à l'État Belge pour la partie située en Belgique. Cette concession a par traité entre la Belgique et la France son pendant sur le territoire français, construit et exploité par la compagnie française du chemin de fer du Nord. La section de Tournai à la frontière est mise en service le 1er décembre 1865 et celle de Hal à Ath le 16 janvier 1866. Les stations sont : à partir de Hal : Saintes, Enghien, Bas-Silly, Ghislenghien et Blandain, seule station entre Tournai et la frontière. Par la suite, d’autres gares intermédiaires seront ouvertes.
En 1868, l'État Belge rachète la ligne dans son ensemble. Elle devient l'une des lignes de l'ancienne SNCB lors de sa création en 1926.

### Modernisation
Le tracé d'origine à l'entrée de Tournai ne servira qu'une décennie. Contournant la ville par l'ouest, il aboutissait à la première gare de Tournai, au bord de l'Escaut.
À la sortie de Hal, la ligne effectuait une courbe serrée pour franchir le canal et la Senne — cette bifurcation sera le lieu d'une collision meurtrière en 1929 avec un train de la ligne 96 — le pont sur le canal étant trop étroit pour l'élargissement du canal, une nouvelle section moins sinueuse longue d'1,6 km la remplace. Les derniers vestiges de cette section (une arche en briques sur la Senne et une maison de garde-barrière près des immeubles administratif de Colruyt) ont disparu à la fin des années 2010.
Le 3 juin 1984, la SNCB ferme la majorité des gares et haltes intermédiaires : Beert-Bellingen, Saintes, Bierghes, Petit-Enghien, Marcq, Hellebecq, Ghislenghien, Meslin-l'Évêque, Isières, Lanquesaint, Villers-Notre-Dame, Ligne, Chapelle-à-Wattines, Pipaix, Barry-Maulde, Havinnes, Havinnes-Village et l'ancienne gare-frontière de Blandain. Dans les faits, la desserte omnibus disparaît entre Enghien et Tournai, ne laissant que des trains directs ou semi-directs.

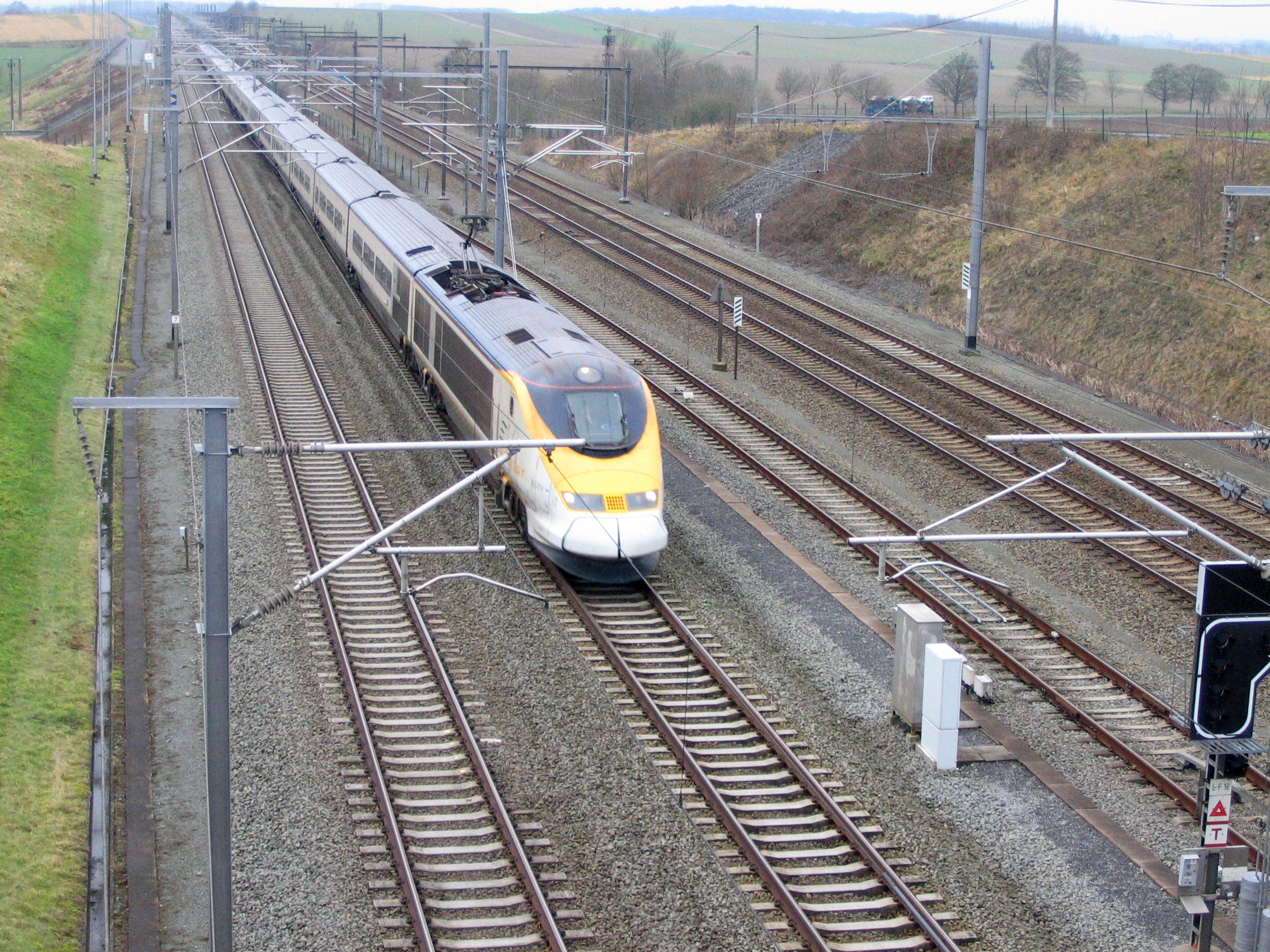
Train Eurostar sur le nouveau tracé près de Silly. Le train roule sur la LGV 1 ; en arrière-plan, on aperçoit les deux voies de la ligne 94, et entre les deux lignes, le raccordement 1/1 à voie unique qui les relie.

S'ajoute la gare de Bassilly fermée, le 20 septembre 1985, lors de la mise en service du nouveau tracé entre Marcq et Ath où est créée la gare de Silly. Une partie de l'ancien tracé, entre Ath et Ghislenghien, devient la ligne industrielle 287. Sur cette nouvelle section plus rectiligne sont créés deux embranchements (numérotés 1/1 et 1/2 par Infrabel) permettant de rejoindre la ligne à grande vitesse n° 1 ouverte en 1997.
Depuis 2005 Infrabel est « le gestionnaire d'infrastructure du réseau ferroviaire belge », la nouvelle SNCB étant uniquement la compagnie exploitante, une partie des emprises et des gares revenant à la SNCB-Holding.

## Infrastructure

### Ligne
Cette ligne à double voie et écartement standard porte le numéro 94 sur le réseau. Elle est composée de deux tronçons : de Hal à Froyennes et de Froyennes à Frontière RFF (Baisieux). Ils sont électrifiés en 3 kV CC, mais le second tronçon est électrifié en 25 kV 50 Hz à partir de la borne kilométrique 86,763 ("Y Froyennes"), d'où part la ligne 75A vers Mouscron. La vitesse de référence est de 140 km/h sur l'ensemble de son parcours.

### Tracé
La ligne 94 part de Hal, sur la ligne 96. Elle s'oriente vers le sud-ouest pour atteindre Enghien avant de rejoindre la LGV 1 et de la longer sur plusieurs kilomètres, notamment lors du passage de la gare de Silly. La ligne atteint ensuite Ath, où elle croise la ligne 90 Denderleeuw - Jurbise. Ensuite, la ligne s'oriente peu à peu plein ouest pour desservir Leuze-en-Hainaut puis Tournai, d'où part notamment la ligne 78 vers Saint-Ghislain et Mons. 
Quelques kilomètres après la gare de Tournai, la ligne arrive à Froyennes, où se trouve notamment la bifurcation en direction de Mouscron. Elle s'oriente alors plein ouest à nouveau puis traverse la frontière franco-belge après une longue ligne droite pour ensuite arriver en gare française de Baisieux. La ligne se poursuit au-delà de cette dernière en direction de Lille-Flandres sous le nom de Ligne de Fives à Baisieux. 

### Gares en service
Liste des gares ouvertes de la ligne avec leur point kilométrique :
Hal (1,259), Enghien (17,077), Silly (26,232), Ath (39,198), Leuze (51,212), Tournai (69,312) et Froyennes (72,612).